# ملبا مور
ملبا مور (انگلیسی: Melba Moore؛ زادهٔ ۲۹ اکتبر ۱۹۴۵) یک موسیقی‌دان اهل ایالات متحده آمریکا است. وی از سال ۱۹۶۶ میلادی تاکنون مشغول فعالیت بوده‌است.